# Municipio de Dallas (Ohio)
El municipio de Dallas (en inglés: Dallas Township) es un municipio ubicado en el condado de Crawford en el estado estadounidense de Ohio. En el año 2010 tenía una población de 485 habitantes y una densidad poblacional de 8,46 personas por km².

## Geografía
El municipio de Dallas se encuentra ubicado en las coordenadas 40°43′39″N 83°3′2″O / 40.72750, -83.05056. Según la Oficina del Censo de los Estados Unidos, el municipio tiene una superficie total de 57.31 km², de la cual 57,31 km² corresponden a tierra firme y (0 %) 0 km² es agua.

## Demografía
Según el censo de 2010, había 485 personas residiendo en el municipio de Dallas. La densidad de población era de 8,46 hab./km². De los 485 habitantes, el municipio de Dallas estaba compuesto por el 99,18 % blancos, el 0,21 % eran afroamericanos, el 0,21 % eran de otras razas y el 0,41 % eran de una mezcla de razas. Del total de la población el 0,21 % eran hispanos o latinos de cualquier raza.